# Zuid-Amerikaanse maskerzanger
De Zuid-Amerikaanse maskerzanger (Geothlypis aequinoctialis) of Evenaarmaskerzanger is een zangvogel uit de familie Parulidae (Amerikaanse zangers).

## Verspreiding en leefgebied
Deze soort komt voor in noordelijk Zuid-Amerika, met name van noordoostelijk Colombia tot Venezuela, de Guyana's, Suriname, noordelijk Brazilië en Trinidad.